# Kim Vandenberg
Kimberly ("Kim") Vandenberg (Berkeley (Californië), 13 december 1983) is een Amerikaanse zwemster. Ze vertegenwoordigde haar vaderland op de Olympische Zomerspelen 2008 in Peking.

## Carrière
Bij haar internationale debuut, op de Pan Pacific kampioenschappen zwemmen 2006 in Victoria, eindigde Vandenberg als zesde op de 200 meter vlinderslag en werd ze uitgeschakeld in de series van de 50 meter vrije slag en de 100 meter vlinderslag. Op de wereldkampioenschappen zwemmen 2007 in Melbourne veroverde de Amerikaanse de zilveren medaille op de 200 meter vlinderslag en strandde ze in de halve finales van de 50 meter vlinderslag.
Op de Amerikaanse Olympische Trials in Omaha plaatste Vandenberg zich door middel van de vijfde plaats op de 200 meter vrije slag voor de Olympische Zomerspelen 2008 op 4x200 meter vrije slag. In Peking zwom de Amerikaanse samen met Caroline Burckle, Christine Marshall en Julia Smit in de series van de 4x200 meter vrije slag naar de tweede plaats. In de finale zwom Burckle samen met Allison Schmitt, Natalie Coughlin en Katie Hoff naar de derde plaats, voor haar inspanningen in de series ontving Vandenberg de bronzen medaille.
In Dubai nam de Amerikaanse deel aan de wereldkampioenschappen kortebaanzwemmen 2010, op dit toernooi werd ze uitgeschakeld in de series van de 200 meter vlinderslag.
Op de Pan-Amerikaanse Spelen 2011 in Guadalajara veroverde Vandenberg de gouden medaille op de 200 meter vlinderslag. Op de 4x200 meter vrije slag zwom ze samen met Elizabeth Pelton, Erika Erndl en Amanda Kendall in de series, in de finale legden Pelton en Kendall samen met Catherine Breed en Chelsea Nauta beslag op de gouden medaille. Voor haar aandeel in de series werd Vandenberg beloond met de gouden medaille.

## Internationale toernooien
| Jaar | Olympische Spelen                                   | WK langebaan                           | WK kortebaan         | PanPacs                                                     | Pan-Amerikaanse Spelen                                                 |
| ---- | --------------------------------------------------- | -------------------------------------- | -------------------- | ----------------------------------------------------------- | ---------------------------------------------------------------------- |
| 2006 |                                                     |                                        | geen deelname        | 28e 50m vrije slag 19e 100m vlinderslag 6e 200m vlinderslag |                                                                        |
| 2007 |                                                     | 12e 50m vlinderslag · 200m vlinderslag |                      |                                                             | geen deelname                                                          |
| 2008 | 4x200m vrije slag · Vandenberg zwom enkel de series |                                        | geen deelname        |                                                             |                                                                        |
| 2009 |                                                     | geen deelname                          |                      |                                                             |                                                                        |
| 2010 |                                                     |                                        | 11e 200m vlinderslag | geen deelname                                               |                                                                        |
| 2011 |                                                     | geen deelname                          |                      |                                                             | 200m vlinderslag · 4x200m vrije slag · Vandenberg zwom enkel de series |

## Persoonlijke records
Bijgewerkt tot en met 7 november 2010

### Kortebaan
| Afstand          | Tijd    | Datum            | Plaats    |
| ---------------- | ------- | ---------------- | --------- |
| 100m vrije slag  | 54,71   | 29 november 2008 | Wenen     |
| 200m vrije slag  | 1.57,20 | 28 november 2008 | Wenen     |
| 100m vlinderslag | 58,57   | 11 november 2008 | Stockholm |
| 200m vlinderslag | 2.06,09 | 7 november 2010  | Stockholm |

### Langebaan
| Afstand          | Tijd    | Datum            | Plaats    |
| ---------------- | ------- | ---------------- | --------- |
| 100m vrije slag  | 54,87   | 15 februari 2008 | Columbia  |
| 200m vrije slag  | 1.58,02 | 2 juli 2008      | Omaha     |
| 100m vlinderslag | 58,84   | 30 juni 2008     | Omaha     |
| 200m vlinderslag | 2.06,71 | 29 maart 2007    | Melbourne |